# Herbert Wagner (Politiker)

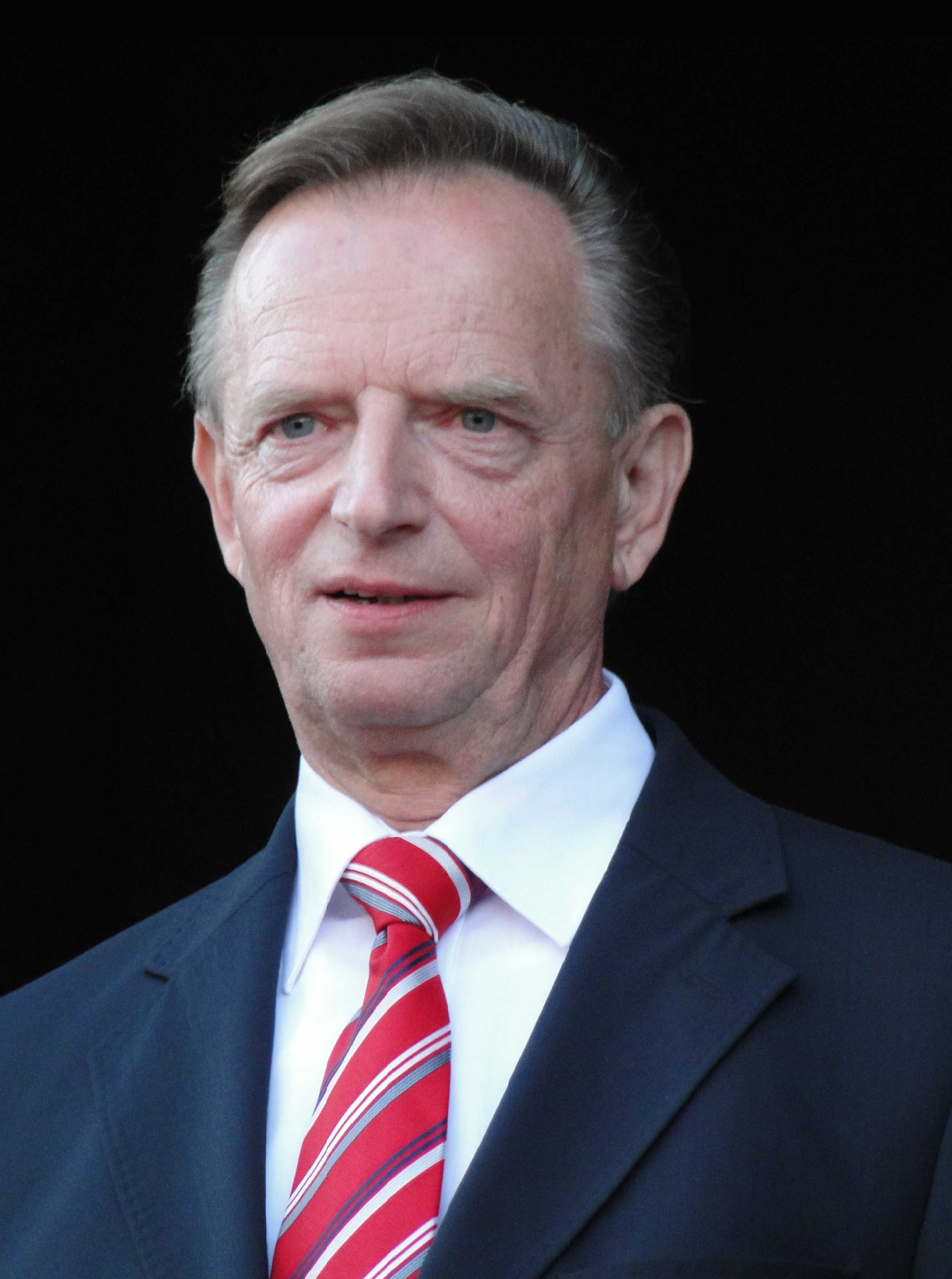
Herbert Wagner 2013

Herbert Wagner (* 21. September 1948 in Neustrelitz) ist ein ehemaliger deutscher Politiker (CDU). Er war von Mai 1990 bis 2001 Oberbürgermeister von Dresden.

## Leben
Nach dem Schulbesuch absolvierte Wagner zunächst eine Lehre als Heizungsinstallateur. Danach folgte ein Studium als Elektronikingenieur an der TU Dresden, das er 1973 erfolgreich abschloss. Von 1973 bis 1990 war Wagner dann als Entwicklungsingenieur in Dresden tätig. Er promovierte 1985 an der Ingenieurhochschule Dresden zum Dr.-Ing.
Politisch aktiv wurde Wagner erst während der friedlichen Revolution in der DDR. Als Vertreter der katholischen Laienbewegung ersetzte er am 10. Oktober 1989 nach dem ersten Dialog mit der Staatsmacht als Nachrücker den katholischen Kaplan Frank Richter. Dem war aufgrund des politischen Betätigungsverbots für katholische Geistliche in der DDR jede weitere Betätigung durch die katholische Kirche untersagt worden. Ab November 1989 war Wagner Mitorganisator der Montagsdemonstrationen in Dresden.
Auf diese Weise wurde er Mitglied der Gruppe der 20, die ihrerseits und insgesamt Gespräche (damals „Dialoge“) mit der Dresdner SED-Führung unter dem damaligen Oberbürgermeister Wolfgang Berghofer führte.
Ab 1990 war er kommunalpolitisch in Dresden aktiv, zunächst als Fraktionsvorsitzender der Basisdemokratischen Fraktion in der Dresdner Stadtverordnetenversammlung. Zur gleichen Zeit trat er in die CDU ein. Nach den ersten freien Kommunalwahlen in der DDR im Mai 1990 wurde er, letztmalig von einer Stadtverordnetenversammlung gewählt, Oberbürgermeister von Dresden. Bei der in der Verwaltungsgeschichte Dresdens erstmaligen OB-Direktwahl 1994 konnte er diesen Posten verteidigen.
Während seiner Zeit als OB war Wagner Präsident des Sächsischen Städte- und Gemeindetags  sowie stellvertretender Präsident des Deutschen Städtetags und Vorsitzender zahlreicher, unter seiner Führung gegründeter städtischer Unternehmen. 2001 unterlag er allerdings seinem Herausforderer Ingolf Roßberg (FDP), der von der überparteilichen Initiative OB für Dresden unterstützt wurde.
Nach der Wahlniederlage war Wagner bis zum Sommer 2008 Geschäftsführer der KDN Kommunale DatenNetz GmbH Dresden, deren Geschäftsfeld und dessen Tätigkeit allerdings nie wirklich transparent waren oder wurden.
Ehrenamtlich engagierte er sich in der Gedenkstätte Bautzner Straße Dresden als Vorsitzender des Vorstands bis 2020 und ist im Beirat der Stiftung Sächsische Gedenkstätten zur Erinnerung an die Opfer politischer Gewaltherrschaft.
Herbert Wagner ist verheiratet und hat drei Kinder.

## Ehrungen
Am 26. Mai 1999 wurde ihm von Landtagspräsident Erich Iltgen die Sächsische Verfassungsmedaille verliehen. Am 13. Oktober 2009 erhielt er anlässlich der „20 Jahre Friedliche Revolution“ den Sächsischen Verdienstorden. Am 7. November 2014 erhielt er den Preis der Deutschen Gesellschaft e. V. für Verdienste um die deutsche und europäische Verständigung. – Im Jahre 2000 wurde er in der Tageszeitung „Dresdner Neueste Nachrichten“ zu einem der „100 Dresdner des 20. Jahrhunderts“ gewählt. Seit dem 16. Juni 2021 ist Wagner Träger des Bundesverdienstkreuzes am Bande. Ministerpräsident Michael Kretschmer  würdigte ihn in diesem Rahmen als Revolutionär, der aus der Geschichte für die Zukunft gelernt habe.

## Publikationen
- Untersuchungen zur Störfestigkeit des UK-Teletext-Systems. Dissertation A, Ingenieurhochschule Dresden, 1985.
- Die örtliche Gemeinschaft fördern – Mehr Verantwortung für die Kommunen. Sankt Augustin, Konrad-Adenauer-Stiftung, 1999.
- Zwanzig gegen die SED – der Dresdner Weg in die Freiheit. Stuttgart, Hohenheim-Verlag, 2000, ISBN  978-3-12-910001-1